# Младежко дело
„Младежко дело“ е религиозен евангелски вестник в Орхание, който се излиза през януари 1931 г.
Вестникът е издание на Младежкото християнско евангелско дружество. Печата се в печатница К. Йосифов.